# Ландау, Зише
Зише Ландау (идиш זישע לאַנדוי‎ — Ландой; 1889, Плоцк — 16 января 1937, Нью-Йорк) — еврейский поэт-модернист, драматург, переводчик, писавший на идишe.

## Биография
Родился в Плоцке в семье небогатого торговца; отец его Мендл Ландау был сыном хасидского цадика ребе Вольфа Ландау из Стрыкова. Получил традиционное религиозное образование. Учился в русской гимназии (впоследствии владел русским языком как родным), изучал иврит, польский язык. Подростком торговал в лавке; 14-летним переехал в Вильно к своему дяде, с семьёй которого в 1906 году эмигрировал в США. Поселился в Нью-Йорке, где и жил до самой смерти. Многие годы работал маляром, в конце жизни устроился представителем по связям с общественностью в благотворительную еврейскую организацию.

## Творчество
Вскоре после переезда в Америку начал публиковать свои стихи в газете «Форвертс». Около 1909 года вместе с Мани Лейбом и Рувном Айзландом создал модернистскую литературную группу «Ди юнге» («Молодые»). Творчество Ландау эволюционировало от символизма к экспрессионизму и абсурду.
Почитал Михаила Кузмина, посвящённое его памяти «На смерть русского поэта» стало последним опубликованным при жизни стихотворением и самого Зише Ландау.

## Русские переводы
- Бумажные мосты: Пять еврейских поэтов: Мани Лейб, М.-Л. Галперн, Г. Лейвик, 3. Ландау, И. Мангер / составление и пер. с идиша под. ред. И. Булатовского и В. Дымшица; илл. Д. Гобермана. СПб.: Изд-во Европейского университета в Санкт-Петербурге, 2012. С. 80—102. ISBN 978-5-94380-129-7